# Muhovac
Muhovac (cyr. Муховац) – wieś w Serbii, w okręgu pczyńskim, w gminie Bujanovac. W 2002 roku liczyła 570 mieszkańców.